# Giuseppe Sassatelli
Giuseppe Sassatelli (Pianoro, 19 avril 1947) est un archéologue italien.

## Biographie
Giuseppe Sassatelli est diplômé de l'université de Bologne en 1970 avec une thèse en étruscologie et archéologie italienne. En 1976, il obtient le diplôme de spécialisation en archéologie. Après plusieurs années de travaux de recherche sur les bourses et les contrats à durée déterminée, il a été chercheur de 1981 à 1987, professeur agrégé de 1987 à 1994 puis, de 1994 à sa retraite, 1er novembre 2017, professeur titulaire en étruscologie et Antiquités à l'université de Bologne.

## Publications
- « L'Etruria Padana e il commercio dei marmi nel V secolo », dans Studi Etruschi, XLV, 1977, pp.109-147.
- Corpus Speculorun Etruscorum, Italia l (Bologna, Museo Civico I), et Italia l (Bologna Museo Civico II), Rome, 1981.
- Graffiti alfabetici e contrassegni nel villanoviano bolognese. Nuovi dati sulla diffusione dell'alfabeto in Etruria Padana, dans «Emilia Preromana» 9-10, 1981-1982 (réédition 1984), pp. 147-255.
- Topografia e "sistemazione monumentale" delle necropoli felsinee, dans La formazione della città preromana in Emilia Romagna (Atti del Convegno, Bologna 1985), Bologne, 1987, pp. 197-259.
- Problemi cronologici delle stele felsinee alla luce dei rispettivi corredi tombali, dans Atti del II Congresso Internazionale Etrusco (Firenze 1985), Rome, 1989, pp. 927-949.
- La situazione in Etruria Padana, dans Crise et transformation des Sociétés archaïques de l'Italie antique au Ve siècle av. J.-C. (Table Ronde, Rome 19-21 novembre 1987), Rome, 1990, pp. 51-100.
- Nuovi dati epigrafici da Marzabotto e il ruolo delle comunità locali nella "fondazione" della città, dans «Archeologia Classica», XLIII, 1991 (Miscellanea Etrusca e Italica in onore di Massimo Pallottino), pp. 693-715.
- Culti e riti in Etruria Padana: qualche considerazione, dans Gilda Bartoloni (curatelle de), Anathema: regime delle offerte e vita dei santuari nel Mediterraneo Antico (Atti del Convegno Internazionale, Roma 1989), «Scienze dell'Antichità. Storia Archeologia Antropologia», 3-4, 1989-1990 (ed. 1992), pp. 599-617.
- Spina nelle immagini etrusche. Eracle, Dedalo e il problema dell'acquae La funzione economica e produttiva: merci, scambi, artigianato, dans F. Berti, P.G. Guzzo (curatelle de), Spina. Storia di una città tra Greci ed Etruschi (Catalogo della Mostra, Ferrara 1993-1994), Ferrare, 1993, pp.115-128 et pp. 179-217.
- Iscrizioni e graffiti della città etrusca di Marzabotto, Bologne-Imola, 1994.
- (fr) L'alimentation des Étrusques, dans J.L. Flandrin, M. Montanari (curatelle de), Histoire de l'alimentation, Paris, 1996, pp. 183-195.
- Verucchio, centro etrusco di “frontiera”, «Ocnus», IV, 1996, pp. 247-268.
- Gli Etruschi e la loro economia, dans V. Castronovo (curatelle de), Storia dell’economia mondiale. 1. Dall'Antichità al Medioevo, Bari, 1996, pp. 99-116.
- Nuovi dati epigrafici e il ruolo degli Etruschi nei rapporti con l’Italia nord-orientale, dans Protostoria e storia del "Venetorum angulus" (Atti del XX Convegno di studi etruschi ed italici, Portogruaro-Quarto d'Altino-Este-Adria, 16-19 ottobre 1996), Pise-Rome, 1999, pp. 453-474.
- avec A. Donati (curatelle de), Storia di Bologna, 1. Bologna nell'antichità, Bologne, 2005.
- Gli Etruschi nella Valle del Po. Riflessioni, problemi e prospettive di ricerca, «Annali della Fondazione per il Museo Claudio Faina» 15, 2008, pp. 71-114.
- (de) Die Beziehungen zwischen dem Mittelmeerraum and Europa. Die Rolle der Etrusker, dans R. Gebhard, F. Marzatico, P. Gleirscher (curatelle de), Im Licht des Südens, (Catalogo della Mostra, München 2011), Munich, 2011, pp. 105-115.
- L'arte delle situle, dans M. Gamba, G. Gambacurta, A. RutaSerafini, V. Tiné, F. Veronese (curatelle de), Venetkens. Viaggio nella terra dei Veneti antichi (Catalogo della Mostra, Padova 2013), Venise, 2013, pp. 99-105.
- avec G. M. Della Fina, Gli Etruschi, Milan, 2013.
- Etruschi, Veneti e Celti in area padana. Relazioni culturali e mobilità individuale, «Annali della Fondazione per il Museo Claudio Faina», XXI, Rome, 2013, pp. 397-427.
- Statuaria in pietra tra Etruschi e Celti, dans L'indagine e la rima. Scritti per Lorenzo Braccesi, Rome, 2014, pp. 1225-1241.
- Archeologia e preistoria alle origini della nostra disciplina: il congresso di Bologna del 1871 e i suoi protagonisti, Bologne, 2015.
- La città e il sacro in Etruria padana: riti di fondazione, culti e assetti urbanistico-istituzionali, dans E. Govi (curatelle de), La città etrusca e il sacro. Santuari e istituzioni politiche (Atti del Convegno, Bologna 21-23 gennaio 2016), Bologne, 2017, pp. 181-204.
- (de) "… die Heimat von Städten". Die Entwicklung der etruskischen Stadtstaaten, dans Die Etrusker. Welkultur im antiken italien (Sonderaustellung im Badischen Landesmuseum Karlsruhe, 2017-2018), Darmstadt, 2017, pp. 160-168.
- Etruschi e Italici nell'Italia settentrionale: rapporti culturali e mobilità individuale, dans Etruskische Sozialgeschichte revisited (2° Internationale Tagungder Sektion "Wien-Österreich" des Istituto Nazionale di Studi Etruschi ed Italici, Wien 8-10 Juni 2016), Vienne, 2017.